# Amt Südtondern
La comunità amministrativa di Südtondern (Amt Südtondern) si trova nel circondario della Frisia Settentrionale nello Schleswig-Holstein, in Germania.

## Suddivisione
Comprende 30 comuni:
1. Achtrup (1 528)
2. Aventoft (427)
3. Bosbüll (238)
4. Braderup (670)
5. Bramstedtlund (218)
6. Dagebüll (891)
7. Ellhöft (109)
8. Emmelsbüll-Horsbüll (885)
9. Enge-Sande (1 132)
10. Friedrich-Wilhelm-Lübke-Koog (166)
11. Galmsbüll (606)
12. Holm (93)
13. Humptrup (756)
14. Karlum (211)
15. Klanxbüll (1 030)
16. Klixbüll (1 063)
17. Ladelund (1 410)
18. Leck (7 831)
19. Lexgaard (52)
20. Neukirchen (1 123)
21. Niebüll, città (10 139)
22. Risum-Lindholm (3 868)
23. Rodenäs (414)
24. Sprakebüll (261)
25. Stadum (958)
26. Stedesand (856)
27. Süderlügum (2 398)
28. Tinningstedt (244)
29. Uphusum (340)
30. Westre (356)

Il capoluogo è Niebüll.
(Tra parentesi i dati della popolazione al 31 dicembre 2021)